# 唐雪卿

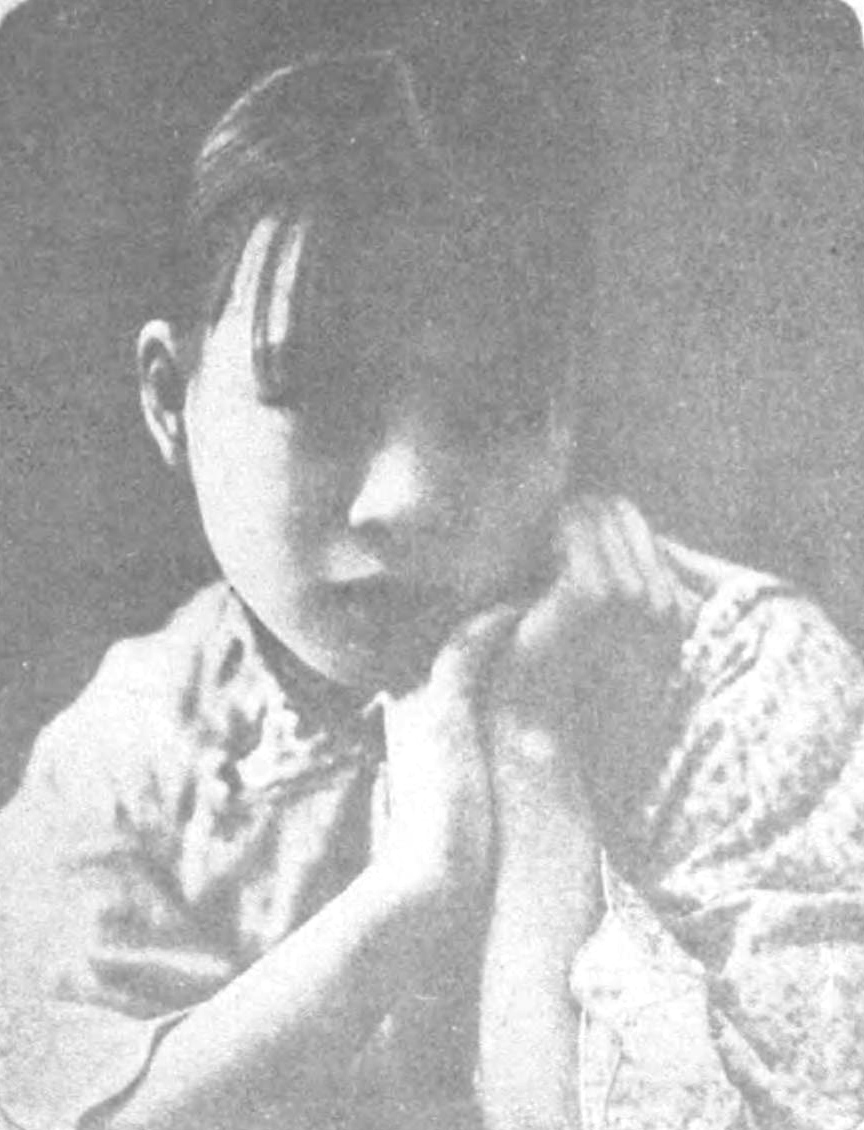
唐雪卿, 1926

唐雪卿（1908年—1955年），女，祖籍珠海唐家，生於上海。是20世紀30年代名噪滬港穗三地的電影明星和粵劇紅伶。 
唐雪卿系民國政府第一任總理唐紹儀的侄孫女、著名粵劇編劇家唐滌生的堂姐。唐雪卿的曾祖父叫唐巨川，於清咸豐年間抵上海經營茶葉生意，祖父唐植興是清末民初活躍於上海的茶商，家境頗為富有。
1927年5月28日，唐雪卿與粵劇名伶薛覺先於廣州結婚，自此夫唱婦隨，唐雪卿其後並成為薛覺先所組成的粵劇劇團覺先聲劇團的主要成員。1933年10月25日，香港政府正式批准男女伶人可同台演出，薛觉先领导的“觉先声剧团”是首个有女性参演的剧团，首位与男性同台演出的女伶人便是唐雪卿，首演於高升戏园, 劇目是他們的拿手好戲《白金龍》。二人育有一名兒子薛鴻楷。 1955年，唐雪卿在廣州病逝，終年47歲。